# 辛庄子乡
辛庄子乡，是中华人民共和国河北省张家口下花园区下辖的一个乡镇级行政单位。

## 行政区划
辛庄子乡下辖以下地区：
辛庄子村、赵家庄村、新兴堡村、周家沟村、祁家庄村、张家庄村、郝家庄村、董家庄村、方家庄村、郭家庄村、河南坊村和响水铺村。

## 交通
- 京包铁路：辛庄子站
- 110国道
- 京新高速